# Лайше (Железнікі)
Лайше (словен. Lajše) — поселення в общині Железнікі, Горенський регіон, Словенія. Висота над рівнем моря: 651,6 м.